# Lavinia Haitope
Lavinia Haitope, née le 3 mars 1990 en Namibie, est une athlète namibienne.

## Carrière
Lavinia Haitope se classe 50e du marathon féminin aux championnats du monde d'athlétisme 2017 à Londres. Elle est médaillée d'argent du semi-marathon des Jeux africains de plage de 2019 à Sal.